# Топчино
Топчино — село в Солотвинській селищній громаді Тячівського району Закарпатської області України.
За результатами перепису населення України 2001 року населення села становить 2238 осіб, з яких румунську мову визнали рідною 98,9 % жителів.

## Географія
Через село тече річка Глибокий Потік, права притока Апшиці.

## Туристичні місця
- озера
- долина річки Глибокий потік